# Глузман, Александр Владимирович
Александр Владимирович Глузман (укр. Олександр Володимирович Глузман; род. 15 апреля 1955, Енакиево, Сталинская область) — советский, украинский и российский педагог, политик. Доктор педагогических наук (1998), профессор (2000). Ректор Крымского государственного гуманитарного университета (1999—2014), после реорганизации вуза в Ялтинскую гуманитарно-педагогическую академию с 2014 по 2019 год являлся его директором. Министр образования и науки АР Крым (2004—2005). Заслуженный работник образования Украины (2004). Почётный гражданин Ялты (2012). Член-корреспондент РАХ (2019).

## Биография
Родился 15 апреля 1955 года в Енакиево Сталинской области. Отец, Владимир Григорьевич Глузман, являлся заместителем директора на Сакском химическом заводе, мать до выхода на пенсию работала там же сотрудником аппарата.
Окончил Северодонецкое музыкальное училище по классу фортепиано (1974). После чего поступил в Казанский государственный педагогический институт, который окончил в 1979 году.
С 1979 по 1981 год проходил срочную службу в рядах советской армии. С 1981 по 1989 год являлся ассистентом и старшим преподавателем педагогики и психологии начального обучения Стерлитамакского педагогического института. С 1984 по 1987 год — аспирант Научно-исследовательского института художественного воспитания Академии педагогических наук СССР. В 1986 году в Академии педагогических наук СССР защитил кандидатскую диссертацию. В 1988 году стал заведующим кафедры педагогики и психологии начального обучения Стерлитамакского педагогического института.
С 1989 по 1998 год являлся доцентом, старшим научным сотрудником, профессором кафедры педагогики Симферопольского государственного университета имени М. В. Фрунзе. С 1995 по 1997 год — докторант Института педагогики и психологии профессионального образования АПН Украины. В 1998 году защитил докторскую диссертацию.
С 1998 по 1999 год — директор Ялтинского педагогического колледжа. В 1999 году назначен ректором Крымского государственного гуманитарного института (с 2005 года — университет) в Ялта. В 2000 году получил звание профессор. С 2000 года заведующий кафедрой педагогики Таврического национального университета.
На выборах 2002 года в крымских парламент Глузман был выдвинут Партией зелёных Украины по округу № 55 (Ялта), но депутатом в итоге избран не был.
С ноября 2004 по сентябрь 2005 года являлся министром образования и науки Автономной Республики Крым в правительствах Сергея Куницына и Анатолия Матвиенко. На своей должности Глузман подвергался критики за украинизацию крымского образования.
Кроме того, являлся членом исполнительного комитета Ялтинского городского совета. C 2006 по 2012 год являлся помощником народного депутата Украины от партии БЮТ Виталия Курило. По словам кандидата исторических наук Марины Будзар, работавшей в Крымском гуманитарном университете, во время Евромайдана Глузман выступал против проведения студенческих акций.
После аннексии Крыма Россией Крымский гуманитарный университет был реорганизован в Гуманитарно-педагогическую академию, которая стала филиалом Крымского федерального университета. Глузман продолжил работу в реорганизованом учебном заведении в качестве директора. В декабре 2019 года написал заявление об увольнении с должности.
Является председателем Совета Крымского отделения «Ассамблеи народов России».

## Научная деятельность
Автор более 200 научных работ, среди которых 10 монографий и учебных пособий, касающихся высшего образования. Под его руководством успешно прошли защиту 30 кандидатов и 3 докторов наук.
С 2001 по 2017 год — главный редактор журнала «Гуманитарные науки». С 2015 года является членом редакционной коллегии журнала «Учёные записки Крымского федерального университета им. В. И. Вернадского (серия: Социология, Педагогика, Психология)».

## Награды и звания
- Заслуженный работник образования АРК (2003)[4]
- Заслуженный работник образования Украины (2 октября 2004) — За весомый личный вклад в развитие национального образования, многолетнюю плодотворную педагогическую и научную деятельность и по случаю Дня работников образования[15]
- Академик Крымской академии наук (2004)[4]
- Орден преподобного Нестора Летописца (2005)[4]
- Нагрудный знак «Василь Сухомлинский» (2005)[4]
- Лауреат премии Автономной Республики Крым (2006)[4]
- Член-корреспондент Академии педагогических наук Украины (2006)[16]
- Нагрудный знак «Пётр Могила» (2008)[4]
- Медаль «За весомый вклад в развитие Ялты» (2008)[4]
- Почётный профессор академии имени Яна Длугоша (2008)[4]
- Почётный доктор в сфере Международного образования Украино-Американского Висконсинского международного университета в Украине (2009)[4]
- Академик Академии наук высшего образования Украины (2009)[4]
- Орден Святого Равноапостального князя Владимира ІІІ степени (2009)[4]
- Почётная Золотая медаль М. П. Драгоманова (2009)[4]
- Почётный знак Национальной академии педагогических наук Украины «К. Д. Ушинский» (2009)[4]
- Почётный профессор Крымского инженерно-педагогического университета (2010)[4]
- Академик Национальной академии педагогических наук Украины (2010)[17]
- Орден «За заслуги» ІІІ степени (5 октября 2012) — За значительный личный вклад в развитие национального образования, подготовку квалифицированных специалистов, многолетнюю плодотворную педагогическую деятельность, высокий профессионализм[18]
- Почётный гражданин Ялты (2012)[4]
- Почётный знак «Кращий освітянин України» (2013)[4]

## Работы
- Университетское педагогическое образование: Опыт систем. исследования. 1996
- Очерки университетского педагогического образования в Украине. 1997
- Профессионально-педагогическая подготовка студентов университета: Теория и опыт исследования. 1998
- Психологическая деятельность менеджера: Учеб. пособ. 2004 (соавтор)